# Origem do cão doméstico

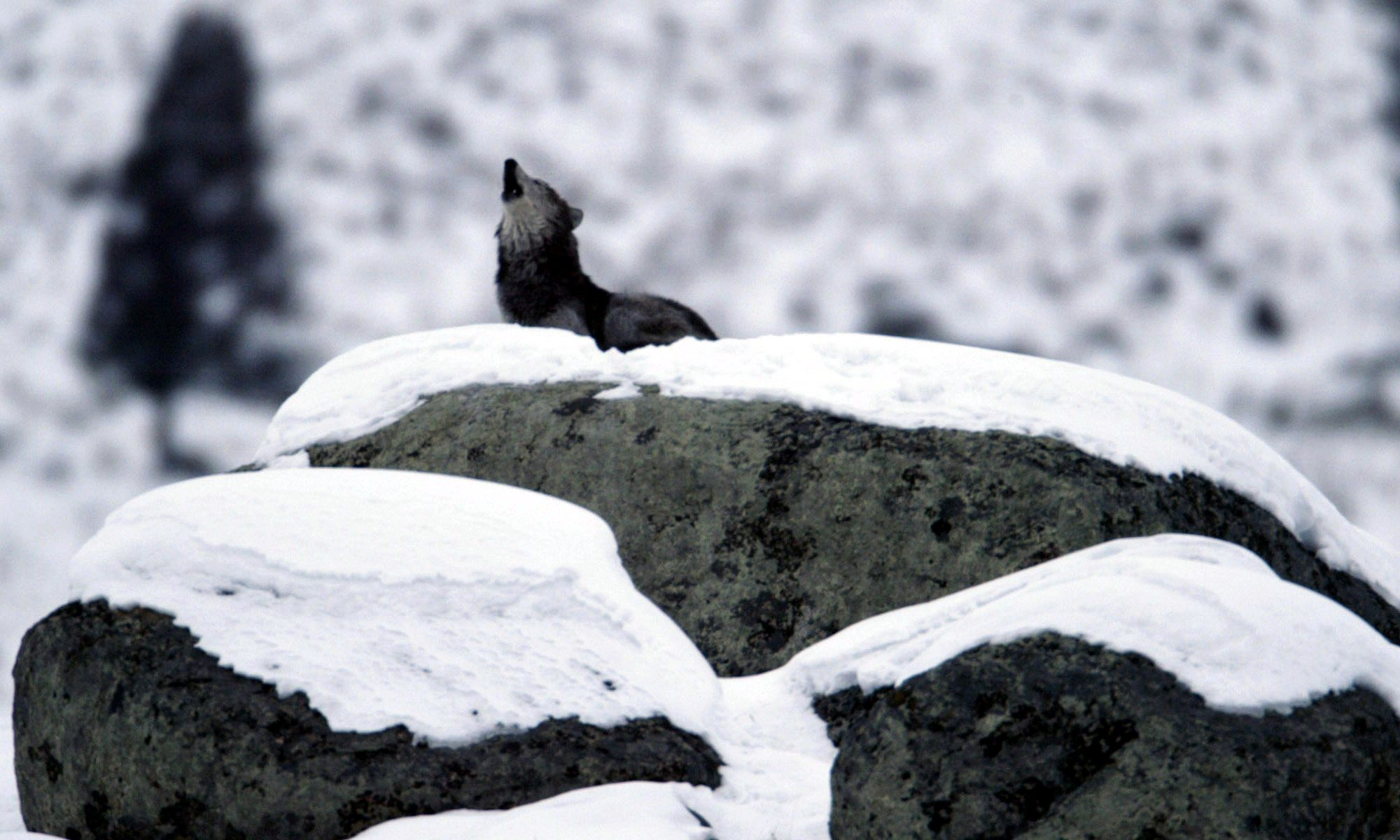
O cão divergiu a partir de um população de lobos agora extinta imediatamente antes do Último Máximo Glacial, quando grande parte da Eurásia era uma estepe fria e seca.

A origem do cão doméstico não é clara. O cão doméstico é um membro do género Canis (caninos) e é o carnívoro mais abundante. O parente vivo mais próximo do cão é o lobo cinzento e não há nenhuma evidência de qualquer outro canino ter contribuído para a sua linhagem genética. O cão e o lobo cinzento formam dois clados irmãos, estando os lobos modernos não intimamente relacionados com os lobos que foram domesticados pela primeira vez. O registo arqueológico mostra que os mais antigos restos mortais indiscutíveis de cães enterrados ao lado de seres humanos de 14.700 anos atrás. No entanto foram descobertos restos mortais de há 36.000 anos atrás, que são disputados. Estas datas implicam que os primeiros cães surgiram no tempo de humanos caçadores-coletores e não agricultores. O cão foi o a primeira espécie domesticada.
Acredita-se que uma subespécie hoje extinta de lobo cinzento, o lobo de honshu é o antepassado dos cães domésticos.
Onde ocorreu a divergência genética entre cão e lobo permanece controverso, com as propostas mais plausível indo desde a Europa Ocidental, a Ásia Central, e a Ásia de Leste. Tudo isto foi tornado mais complicado pela mais recente proposta que encaixa as evidências disponíveis, que é ade que uma população inicial de lobos é dividida num grupo Eurasiático de Leste e um de Oeste; estes, antes de serem extintos, foram domesticadas independentemente em duas distintas populações de cães entre 14,000–6,400 anos atrás. A população de cães da Eurásia Ocidental foi parcial e gradualmente substituída pelos cães da Ásia Oriental introduzidos por humanos há pelo menos 6 400 anos.